# Night Laser
Night Laser ist eine Ende 2013 gegründete deutsche Heavy Metal/Glam-Metal-Band aus Hamburg.

## Geschichte

### Gründung
Bereits im Jahr 2009 begannen die Musiker Hannes Vollrath, Benno Hankers, Robert Hankers, Fabian Schütze und Julian Gröschl ein gemeinsames Musikprojekt in ihrer Heimatstadt Braunschweig, mit dem Ziel, eine Band im Stil des 80er Jahre Glam Metals zu gründen. Unter dem Namen Nightlife entstanden diverse Veröffentlichungen in Eigenregie und Kleinstauflage, bevor Fabian Schütze im Jahr 2013 die Band verließ. Die verbliebenen Mitglieder benannten die Band daraufhin während ihrer letzten Show im Jahr 2013 um in Night Laser, um zu verdeutlichen, dass ein neues musikalisches Kapitel aufgeschlagen werden sollte.

### Fight for the Night(2014 – 2017)

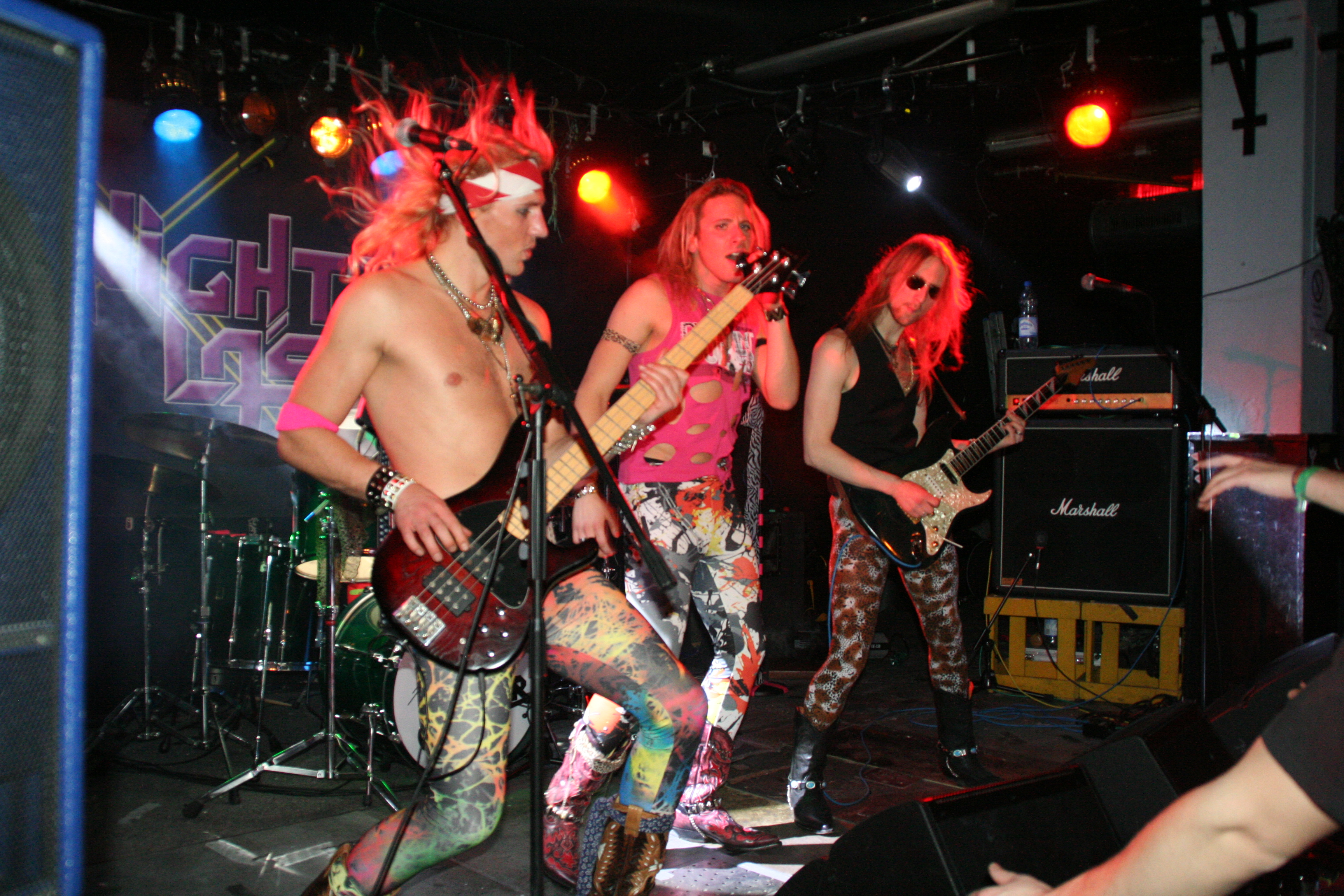
Erstes Konzert als Night Laser, 2013

Bereits im Jahr 2012 hatten Night Laser - damals noch als Nightlife - bei einem Bandcontest für plattdeutsche Künstler eine Studioaufnahme im Frida Park Studio in Hannover gewonnen. Hier lernten sie die beiden Produzenten Anca Graterol und Ossy Pfeiffer kennen, mit denen sie gemeinsam die Single Promised Land aufnahmen und veröffentlichten. Für die Aufnahmen zu Fight For The Night kehrten sie in dieses Studio zurück und produzierten dort über mehrere Wochen ihr Debütalbum, welches 2014 veröffentlicht wurde. Das Album enthält zwei Bonustracks, die noch aus der Nightlife-Zeit übernommen wurden: Einerseits die Single Promised Land, andererseits den Song Hear My Guitar, welcher zusammen mit der damaligen amtierenden Luftgitarre-Weltmeisterin Aline Westphal als Single veröffentlicht wurde. Obwohl das Album noch in der Gründungsbesetzung entstand, musste Schlagzeuger Julian Gröschl bald darauf die Band verlassen, da er aus beruflichen Gründen nach Süddeutschland zog. Da mittlerweile sowohl Hannes als auch Benno ihren Wohnsitz nach Hamburg verlegt hatten, wurde der Schwerpunkt der Band ebenfalls in die Hansestadt verlagert. Hier wurde auch mit Maximilian Behr ein neuer Schlagzeuger gefunden, mit dem bereits 2015 die Aufnahmen zum Folgealbum Laserhead begannen. Der Aufnahmeprozess im Chameleon Studio Hamburg wurde von Chris Harms geleitet, über den ein Kontakt zu dem Berliner Label Out of Line Music zustande kam. Mit Out of Line wurde in der Folge ein Plattenvertrag für die Veröffentlichung des nächsten Albums abgeschlossen.

### Laserheadund erste Europa-Tour (2017 – 2020)

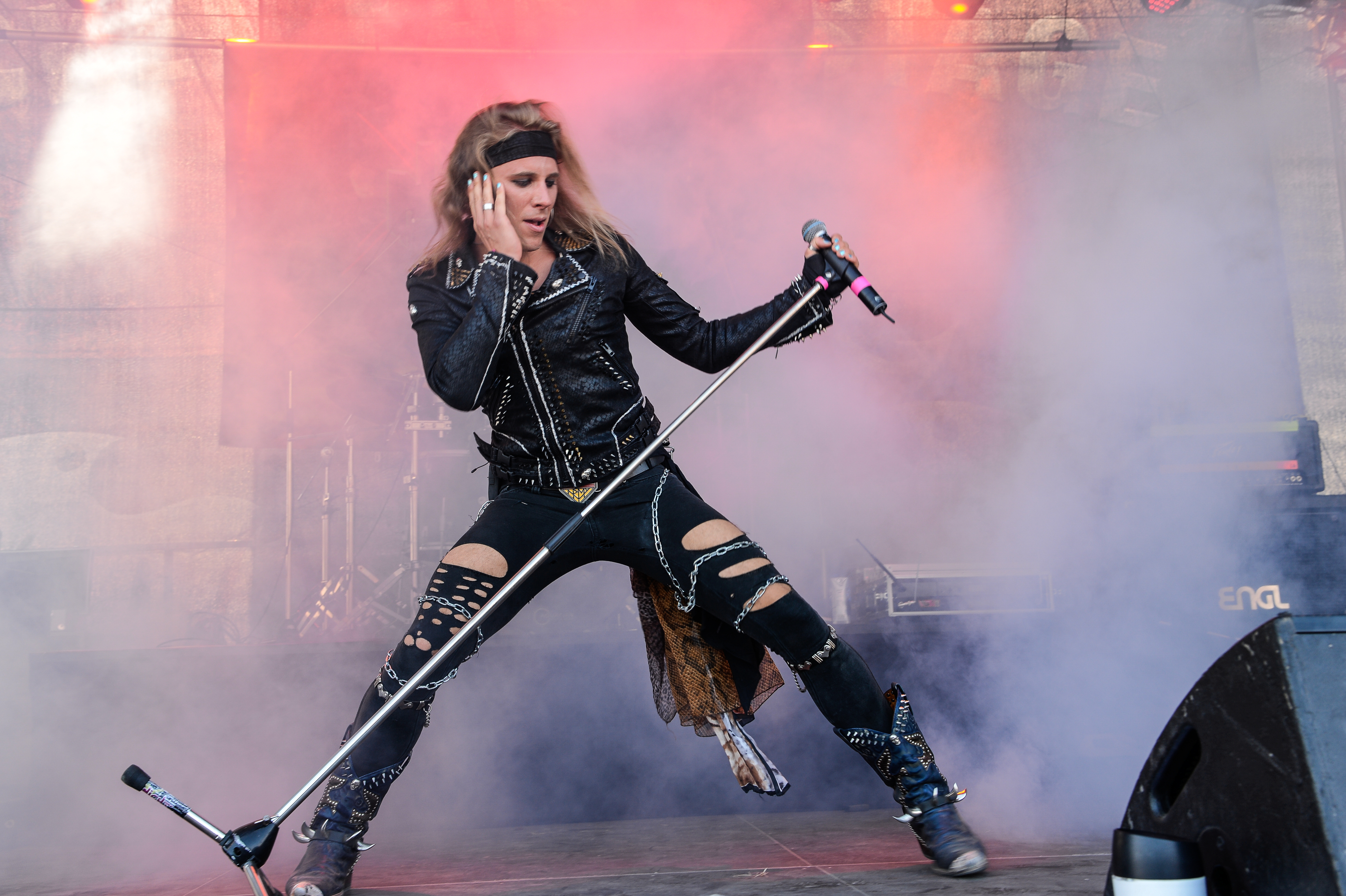
Benno Hankers beim Summer Breeze 2018

Über das Label Out Of Line Music, welches die Band über Chris Harms kennen gelernt hatte, erschien im Jahr 2017 das zweite Album Laserhead. Das Album wurde über eine umfangreiche Crowdfunding-Kampagne mitfinanziert, durch die ein Betrag von über 6.000 € für die Produktion eingenommen werden konnte. Während der Aufnahmen im Chameleon Studio lernten die Bandmitglieder den bekannten Musiker Kai Hansen kennen, der dort zur gleichen Zeit sein Solo-Projekt Hansen & Friends - XXX: Three decades in metal aufnahm. In der Folge beteiligte sich Kai Hansen sowohl als Gastsänger auf dem neuen Album, als auch als Darsteller in dem Musikvideo zu der zugehörigen Single. Außerdem übernahm er gelegentliche Gastparts auf Konzerten der Band.
Bereits kurz nach der Veröffentlichung von Laserhead verließ Schlagzeuger Maximilian Behr die Band, was für Night Laser zunächst eine große Herausforderung hinsichtlich der Live-Aktivitäten bedeutete. Ohne festen Schlagzeuger spielten sie dennoch viele Konzerte mit Aushilfsmusikern, unter anderem auch mit ihren späteren Bandmitgliedern Jonas Gabriel Günther und Ingemar Oswald. Nach fast einem Jahr ohne festen Schlagzeuger wurde Anfang 2018 Jonas Gabriel Günther als festes Bandmitglied engagiert. In dieser Zeit tourten Night Laser mit dem neuen Album erstmals durch Großbritannien und das europäische Umland und hatten in der Folge zahlreiche Auftritte auf deutschen und internationalen Festivals, beispielsweise beim Summer Breeze Open Air 2018.
Da zum Zeitpunkt der Veröffentlichung von Laserhead auch das Songwriting für das nächste Album schon beinahe abgeschlossen war, entschloss man sich, schon im Oktober 2017 zurück ins Studio zu gehen. Ohne festen Schlagzeuger erwies es sich jedoch als schwierig, einen festen Zeitplan zu finden. Letztendlich wurden Ende 2017 die Schlagzeugspuren für das neue Album von Michael Ehré im Chameleon Studio eingespielt. Durch interne Umstände verzögerte sich der weitere Prozess erheblich, so dass die Arbeit am Studioalbum zunächst zum Erliegen kam. Im weiteren Verlauf verließ Gründungsmitglied und Hauptsongwriter Hannes Vollrath die Band im Mai 2019. Als Ersatz wurde Tönjes Boback gefunden, mit dem in der Folge auch die Arbeit an dem nächsten Studioalbum wieder aufgenommen werden konnte.
Parallel fanden umfangreiche Tournee-Aktivitäten statt, in deren Folge Night Laser im Jahr 2019 beinahe 50 Konzerte absolvierte und erstmals auch in Italien, den Niederlanden und abermals in Großbritannien spielten.

### Power to Powerund Wechsel auf zwei Gitarren (2020 – 2024)

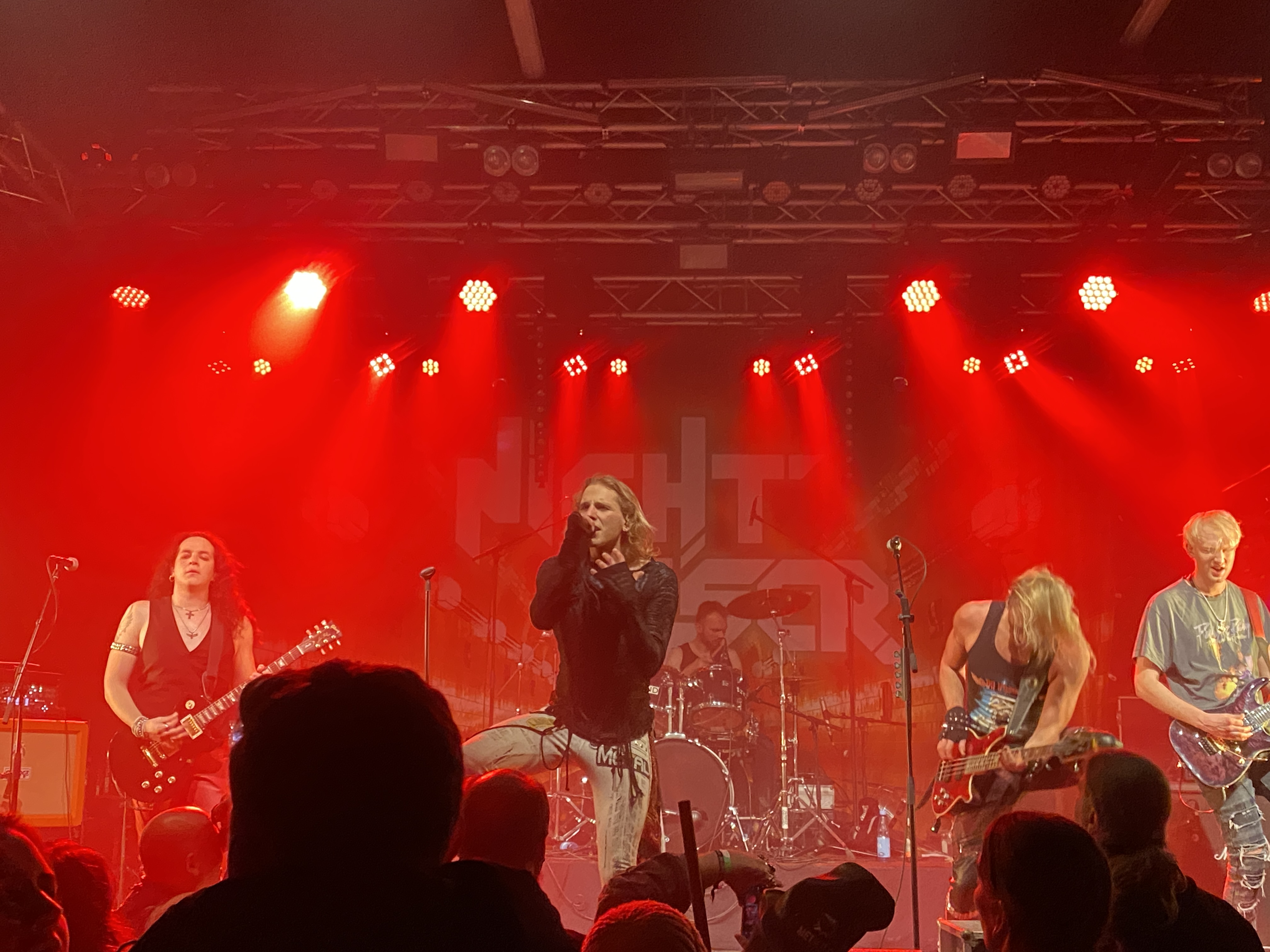
Night Laser live im Treibsand Lübeck, 2022

Nachdem die Aufnahmen zum dritten Studioalbum Power to Power bereits im Jahr 2017 begonnen hatten, konnten sie 2019 endlich abgeschlossen und die Veröffentlichung des Albums vorbereitet werden. Ursprünglich geplant für März 2020, kam die COVID-19-Pandemie diesem Unterfangen zuvor. Durch die Schließung der Spielstätten und Konzertsäle hätten die geplanten Tourneen zum Album nicht wie geplant stattfinden können. Um den kommerziellen Erfolg des Albums nicht zu gefährden, wurde von einer Veröffentlichung zunächst abgesehen. Anstatt einer umfangreichen Tournee zur Vermarktung nutzten Night Laser die neu entstandenen Möglichkeiten zum Live-Streaming und veröffentlichten bereits kurz nach Beginn des Lockdowns komplette Konzerte als Live Streaming Shows, während derer sich das Publikum aktiv beteiligen konnte. Am 28. August 2020 erschien schließlich das dritte Album Power to Power, ebenfalls bei Out of Line.
Von diesem Album gab es drei Single-Auskopplungen, die allesamt an einem Wochenende auf der Alpaka-Farm eines Freundes gefilmt wurden. Die Handlung der Musikvideos baut umgekehrt chronologisch aufeinander auf - das zuerst veröffentlichte Video zu Street King erzählt den letzten Abschnitt der zusammenhängenden Handlung - und stellt Konflikte dar, die innerhalb einer Band durch übermäßige Egos entstehen können. Abermals konnte mit Andreas „Gerre“ Geremia  ein bekannter Gastsänger gewonnen werden, der im Song Street King zu hören ist. Die vierte Single Prime Minister (of Rock'n'Roll) ist als Hommage an die alte Nightlife-Zeit zu verstehen – der Song wurde bereits 2011 geschrieben – und wurde als Live-Video veröffentlicht.
Als Anfang des Jahres 2022 die Einschränkungen durch die Pandemie endgütlig gelockert wurden, starteten Night Laser im April zusammen mit der befreundeten Band DeVicious direkt mit einer Mitteleuropa-Tournee. Bedingt durch den zweijährigen Lockdown mussten die beiden vorherigen Bandmitglieder Jonas Gabriel Günther und Tönjes Boback die Band verlassen, so dass die beiden verbleibenden Gründungsmitglieder Benno und Robert für die Tour ein komplett neues Line Up für die Band zusammenstellen mussten. Am Schlagzeug engagierten sie 2021 ihren Schulfreund und alten Bekannten Ingemar Oswald, der schon früher gelegentlich ausgeholfen hatte. Zusätzlich wurde Anfang 2022 der Gitarrist Vincent Hadeler engagiert, den sie von vorherigen gemeinsamen Konzerten in Hamburger Clubs kannten. Da dieser zu der Zeit noch studierte, kam es im Sommer des Jahres 2022 zunehmend zu Terminkonflikten. In der Folge wurde mit Felipe Zapata Martinez ein weiterer Gitarrist gefunden, der in der Vergangenheit bereits als Aufhilfsmusiker für Night Laser gespielt hatte. Die Brüder Hankers hatten schon länger den Wunsch, die Band auf zwei Gitarristen zu erweitern. Deshalb nahmen sie letztendlich alle drei als permanente neue Mitglieder in die Band auf.
Neben der umfangreichen Tournee im April 2022 spielten Night Laser in dem Jahr auch erstmals auf Festivals in Griechenland, Schottland und der Schweiz.

### Call Me What You Want, neues Plattenlabel (seit 2024)
Mit der neuen Besetzung begann auch das Songwriting für das vierte Studioalbum Call Me What You Want, welches wie auch die beiden Alben zuvor im Chameleon Studio in Hamburg aufgenommen wurde. Nachdem bisher ein Großteil der Songs von Hannes Vollrath geschrieben wurde, waren bei Call Me What You Want erstmals alle Musiker gemeinsam am Songwriting beteiligt. Zusätzlich arbeiteten Night Laser bereits während des Songwritings mit dem Produzenten und Musiker Dirk Schlächter zusammen, der die Vorproduktion leitete und maßgeblichen Einfluss auf die Entstehung des Albums hatte. Während bei den Vorgänger-Alben noch Chris Harms von Lord of the Lost als Produzent beteiligt war, konnte dieses Mal dessen Kollege und Studiopartner Eike Freese gewonnen werden. Das Album wurde am 24. Mai 2024 über das Label SPV/Steamhammer veröffentlicht. Erstmals gab es auch einen physikalischen Vertrieb nach Japan, wo das Album über das Label King Record mit zwei zusätzlichen Bonus-Tracks erschien.
Mit dem neuen Album im Gepäck tourten Night Laser intensiv durch Deutschland und Europa und begleiteten dabei Bands wie Freedom Call oder John Diva & the Rockets of Love auf deren Tourneen. Zum Ende des Jahres 2024 verließ Vincent Hadeler die Band, wobei kein Ersatz gesucht wurde und Night Laser seit dem wieder mit nur einer Gitarre auftreten. Zuletzt waren Night Laser zusammen mit Axel Rudi Pell auf Europa-Tour, während derer zum ersten Mal auch ein Konzert in Tschechien gespielt wurde.

## Stil
Der Stil von Night Laser vereint klassischen Heavy Metal mit Elementen aus Hard Rock, Power Metal und Blues Rock. Gelegentlich sind Einflüsse aus dem Thrash Metal, Progressive Metal und Punk Rock zu hören. Insbesondere in der frühen Schaffensphase wurde die Band oft mit Steel Panther verglichen, von deren parodistischen Ansatz sich die Bandmitglieder aber immer wieder distanziert haben. Auf den späteren Alben kommen vermehrt Keyboards zum Einsatz, und bei Call Me What You Want sind zusätzlich Cello und Violine zu hören.
Der Klargesang von Benno Hankers wird oft von gutturalen Shouts und Screams seines Bruders Robert untermalt. Zusätzlich sind häufig Chöre und Mehrstimmigkeiten bei den Live-Auftritten von Night Laser zu hören, an denen alle vier Musiker beteiligt sind. Night Laser verzichten live auf jegliches Playback. Dadurch unterscheidet sich der Sound der Band bei Konzerten etwas von den Studioaufnahmen, da bei diesen häufig (live eingespielte) Keyboards zum Einsatz kommen.

## Laser Night
Unter dem Titel Laser Night (seit 2022 auch Laser Days) veranstalten die Hankers-Brüder seit 2014 ein jährlich stattfindendes Indoor-Festival. Nachdem es anfangs ausschließlich in ihrem Geburtsort Braunschweig durchgeführt wurde, gibt es mittlerweile einen Ableger in Hamburg, der ebenfalls jährlich stattfindet. Ursprünglich als einmaliges Jahresabschlusskonzert der Band konzipiert, hat sich das Festival mittlerweile zu einer eigenen Veranstaltungsreihe entwickelt und dabei Bands wie Mob Rules, Iron Savior, Hammer King oder Formosa im Line Up gehabt.

## Diskografie

### Alben
- 2014: Fight for the Night (Album, heyband.com)
- 2017: Laserhead (Album, Out of Line)
- 2020: Power to Power (Album, Out of Line)
- 2024: Call Me What You Want (Album, SPV/Steamhammer)

### Singles
- 2012: Promised Land
- 2012: Hear My Guitar
- 2014: Party On
- 2017: Laserhead (feat. Kai Hansen)
- 2017: Chaos Crew
- 2020: Street King (feat. Gerre)
- 2020: The Game
- 2020: Power to Power
- 2020: Prime Minister (of Rock'n'Roll)
- 2024: Bittersweet Dreams
- 2024: Way to the Thrill
- 2024: Don't Call Me Hero
- 2024: Travelers in Time